# Ura-Nihon und Omote-Nihon

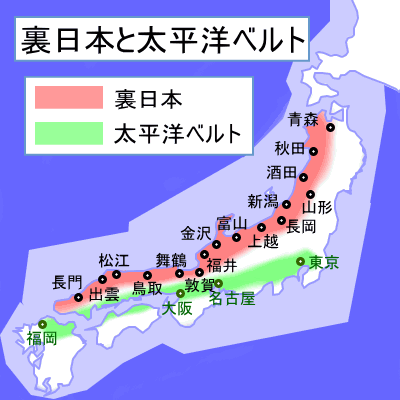
Karte Japans mit Ura-Nihon in rot, dem pazifischen Städteband in grün.

Als Ura-Nihon (jap. 裏日本), die „Rückseite Japans“ oder „Hinterjapan“, bezeichnet man in Japan die in der Moderne durch Geographie und Klima ökonomisch und demographisch benachteiligte Küste am Japanischen Meer der Hauptinsel Honshū. Der Gegenbegriff Omote-Nihon (表日本), also die „Vorderseite Japans“ bzw. „Vorderjapan“, bezeichnet die Küste an Pazifik und Seto-Inlandsee, auf die sich im pazifischen Städteband – besonders in der „Tōkaidō-Megalopolis“ Tokio-Nagoya-Ōsaka – Bevölkerung, Wirtschaftskraft und Infrastruktur konzentrieren und wo sich die kulturellen und politischen Zentren des Landes befinden.
Seit dem japanischen Wirtschaftswunder in den 1960ern versucht die Politik regelmäßig, durch die Schaffung neuer Industriezentren eine übermäßige Konzentration in den Ballungsräumen der „Vorderseite Japans“ zu verhindern. Auf einen weitgehend gescheiterten Entwicklungsplan von Premierminister Tanaka Kakuei folgte seit den 1980er Jahren das Technopolis-Konzept, das mit einem vorsichtigeren Ansatz relativ gute Ergebnisse beim Aufbau neuer Industriestandorte erzielte, aber das Wachstum der Ballungszentren nicht bremsen konnte.